# Овсянниково (Рыбинский район)
Овсянниково — деревня в Покровской сельской администрации Покровского сельского поселения Рыбинского района Ярославской области .

## География
Деревня расположена примерно в 2 км на юго-восток от деревни Дорожная, стоящей на автомобильной дороге Р104 на участке Углич-Рыбинск. Деревня находится в междуречье Коровки и Черёмухи. Просёлочные дороги соединяют деревню с деревней Овсянниково, селом Покров примерно в 3 км на север, деревнями Ларинское и Ивановское.

## История
Деревня Овсяникова указана на плане Генерального межевания Рыбинского уезда 1792 года.

## Население
| 2007 | 2010 |
| ---- | ---- |
| 6    | ↘3   |

По почтовым данным в деревне 32 дома..